# Ribeirão Água Bela
Der Ribeirão Água Bela ist ein etwa 42 km langer rechter Nebenfluss des Rio Piquiri im Westen des brasilianischen Bundesstaats Paraná.

## Geografie

### Lage
Das Einzugsgebiet des Ribeirão Água Bela befindet sich auf dem Terceiro Planalto Paranaense (Dritte oder Guarapuava-Hochebene von Paraná).

### Verlauf
Sein Quellgebiet liegt im Munizip Goioerê auf 459 m Meereshöhe etwa 4 km östlich der Stadtmitte an der BR-272.
Der Fluss verläuft überwiegend in westlicher Richtung. Nach etwa 15 km erreicht er die Munizipgrenze zu Quarto Centenário. Er fließt entlang dieser Grenze bis zu seiner Mündung. Er mündet auf 280 m Höhe von rechts in den Rio Piquiri. Er ist etwa 42 km lang.

### Munizipien im Einzugsgebiet
Am Ribeirão Água Bela liegen die zwei Munizipien Goioerê und Quarto Centenário.